# Quero (kommunhuvudort i Spanien, Kastilien-La Mancha, Province of Toledo, lat 39,51, long -3,25)
Quero är en kommunhuvudort i Spanien.   Den ligger i provinsen Toledo och regionen Kastilien-La Mancha, i den centrala delen av landet, 110 km söder om huvudstaden Madrid. Quero ligger 654 meter över havet och antalet invånare är 1 240. Den ligger vid sjön Laguna Grande.
Terrängen runt Quero är platt, och sluttar västerut. Runt Quero är det ganska glesbefolkat, med 42 invånare per kvadratkilometer. Närmaste större samhälle är Alcázar de San Juan, 13,8 km söder om Quero. Trakten runt Quero består till största delen av jordbruksmark.